# Тарстон (острів)
Тарстон чи Терстон (англ. Thurston Island) — покритий льодом острів, розташований в Антарктиді, біля північно-західного узбережжя Землі Елсворта. Розміри острова становлять 215x90 км, це третій за розміром острів в Антарктиді після Землі Олександра I та острова Беркнер. Острів відокремлений від материка протокою Пікок, яку покриває західна частина шельфового льодовика Аббота. 
Острів був відкритий з повітря контр-адміралом Річардом Бердом 27 лютого 1940 року, який називав його на честь В. Гарріса Тарстона, нью-йоркського виробника тканин, дизайнера вітрозахисного одягу «Byrd Cloth» і спонсора Антарктичних експедицій. Острів був спочатку нанесений на карту як півострів, і лише в 1960 році була виявлена протока, що відокремлює його від континенту.